# Schachnovelle (1960)
Schachnovelle ist ein deutscher Spielfilm aus dem Jahr 1960, der auf der Schachnovelle des österreichischen Schriftstellers Stefan Zweig basiert.

## Handlung
Der Film beginnt und endet mit einer Rahmenhandlung: Der Schachweltmeister Czentovic will per Schiff zu einem großen Turnier reisen. Das Schiff hat Emigranten an Bord und legt verspätet ab, weil noch ein geheimnisvoller, sichtlich verängstigter Passagier erwartet wird, der von Bischof Ambrosse zum Hafen gefahren wird. Während der Schiffsfahrt wird der kauzige Czentovic von Passagieren um eine Partie Schach gebeten. Widerstrebend willigt er ein. Für Czentovics Spielgegner droht die Partie verloren zu gehen, doch der zufällig anwesende geheimnisvolle Passagier schaltet sich ein und hilft ihnen, aus der Partie noch ein Remis herauszuholen. Czentovic staunt, dass er den Fremden noch nie auf einem großen Turnier gesehen habe. Der wiederum wirft ein, gerade eben das erste Mal in seinem Leben überhaupt eine Schachfigur berührt zu haben.
In einer Rückblende erfährt man nun die Geschichte des geheimnisvollen Passagiers: Es handelt sich um den österreichischen Rechtsanwalt Werner von Basil, der mit Hilfe von Bischof Ambrosse Kunstschätze außer Landes geschafft hat, um sie vor dem Zugriff der nationalsozialistischen Machthaber zu schützen, die kurz vorher Österreich annektiert hatten. Die Warnungen des Bischofs vor der ihn bedrohenden Gefahr nimmt Basil gelassen. Auf einer von Basil veranstalteten Gesellschaft setzt der neu eingesetzte Gestapo-Mann Hans Berger seine Freundin, die Balletttänzerin Irene Andreny, auf Basil an, um an Informationen über die Kunstschätze zu kommen. Von Basil verlässt die Veranstaltung, trifft Bischof Ambrosse, der ihn nach Hause begleitet. Dort wartet überraschend Irene, sie warnt von Basil und rät ihm, wie kurz zuvor auch Bischof Ambrosse, alle für ihn gefährlichen Unterlagen zu vernichten. Berger lässt von Basil noch am selben Abend verhaften. Bergers erklärtes Ziel ist, Intellektuelle durch das Fehlen jedweder „geistigen Nahrung“ zu brechen. Er lässt von Basil in Einzelhaft nehmen, in der er von der Außenwelt abgeschottet wird. Ihm wird seine persönliche Habe abgenommen, die einzige Abwechslung in seinem Tagesablauf ist der schweigende Wärter (den von Basil bald „Mondgesicht“ nennt), der ihm das Essen bringt. Berger gerät unter Druck, einerseits durch die sich vernachlässigt fühlende Irene, andererseits durch seinen Vorgesetzten Hartmann, da von Basil auch noch nach über sechs Wochen keines seiner Geheimnisse verraten hat. Als von Basil einen Nervenzusammenbruch erleidet und zum Verhör gebracht wird, gelingt es ihm, ein Buch aus einer Manteltasche zu stehlen. Daraus neuen Mut schöpfend lässt er Berger beim Verhör auflaufen und spürt, dass die anwesende Irene Sympathie für ihn empfindet. Wieder zurück in seinem Arrest, muss von Basil enttäuscht feststellen, dass es in dem von ihm entwendeten Buch lediglich um Schachpartien geht. Aus Mangel an Beschäftigungsalternativen liest er es trotzdem und spielt mit Brotstücken als Schachfiguren die in dem Buch beschriebenen Schachpartien nach. Doch selbst als Berger hinter sein Geheimnis kommt und ihm das Buch nimmt, spielt von Basil im Geiste Schach gegen sich selbst. Nachdem Irene Bischof Ambrosse um Hilfe bittet, appelliert sie an Berger, von Basil freizulassen, wird jedoch von Berger beschimpft. Da von Basil immer noch nicht spricht, kündigt Hartmann an, es nun auf seine Weise versuchen zu wollen, was vermutlich körperliche Folter bedeutet. Von Basil wird in den Keller gebracht, auch Berger kommt hinzu. Damit endet die Rückblende.
In der Gegenwart spielt von Basil eine weitere Partie gegen Czentovic und wird in einem Anfall von Wahnsinn gegen Czentovic handgreiflich, weil er von ihm wissen will, wie viel man aus ihm rausgekriegt habe. Unterdessen hatte das Schiff in Venedig weitere Passagiere aufgenommen, so kommt Irene hinzu und kann von Basil beruhigen, dass er nichts verraten habe. Irene blieb vor Drangsalierungen verschont; für Berger gab es keine Verwendung mehr, er, von Basil, hätte somit letztlich gegen Berger gewonnen. Durch Irenes Erscheinen findet von Basil zurück in die Realität. Er fühlt sich, das noch immer laufende Schachspiel vernachlässigend, zu ihr hingezogen. Da Czentovic einmal mehr darauf drängt, endlich zu ziehen, dreht sich von Basil im Weggehen noch einmal kurz um, macht, sichtlich gar nicht bei der Sache, ganz ohne weiter zu überlegen, einen schnellen Zug. Er sagt dazu „Matt!“ und verlässt mit Irene den Raum. Die beiden unterhalten sich und nähern sich an. Der Ausgang des Schachspiels bleibt für den Zuschauer ungewiss, er erfährt nicht, ob von Basil seinen Gegner wirklich matt gesetzt hat oder nicht und ob der konsterniert zurückbleibende Schachweltmeister die Niederlage lediglich nicht wahrhaben will. Zuletzt schiebt er die Figuren vom Brett und sagt, er habe kein Matt gesehen. Immerhin billigt er seinem entschwundenen Gegner zu, für einen Dilettanten ganz gut gespielt zu haben.

## Synchronisation
| Rolle            | Darsteller     | Deutsche Synchronstimme |
| ---------------- | -------------- | ----------------------- |
| Irene Andreny    | Claire Bloom   | Edith Schneider         |
| Mac Iver         | Alan Gifford   | Curt Ackermann          |
| Erster Offizier  | Jan Hendriks   | Rainer Brandt           |
| Bergers Sekretär | Rijk de Gooyer | Rainer Brandt           |

## Produktionsnotizen
Die Dreharbeiten erfolgten vom 11. April bis zum 14. Mai 1960 in Wien, Jugoslawien und Venedig sowie in den Ufa-Ateliers Berlin-Tempelhof. Uraufführung war am 2. September 1960 im Forum Wien.
Unter „Schachtechnische Beratung“ wird im Vorspann Rudolf Teschner genannt.

## Kritiken
Das ambitionierte Produkt wurde vom Publikum und auch von der Kritik kaum beachtet. Das Lexikon des Internationalen Films urteilt: „Vom Thema her packend und zunächst von starkem Eindruck, bei näherem Zusehen jedoch nur in Einzelleistungen überzeugend. Im Ergebnis nicht mehr als ein effektvolles Gesellschaftsspiel.“ Norbert Grob bewertete Schachnovelle als einen zu Beginn der 1960er Jahre nicht seltenen, aber gründlich gescheiterten Versuch deutscher Produzenten, ihren Prestigefilmen einen seriöseren, kunstvolleren Ausdruck zu geben. Alle diese Filme hätten aber keinen visuellen Aufbruch gebracht, vielmehr hafte ihnen „ein seltsam biederer Oberflächen-Realismus“ an.

## Sonstiges
Nachdem Irene Andreny Herrn von Basil verlässt, sieht man kurz eine Wand mit diversen Fotos, von welcher Werner von Basil das Bild Kurt Schuschniggs abnimmt. Neben dem Bild Schuschniggs hängt an der Wand auch ein Foto von Stefan Zweig, dem Autor der „Schachnovelle“.
Als Czentovic sagt: „Ich möchte gern erfahren, warum wir uns bisher nicht begegnet sind und wo Sie sonst gespielt haben“, antwortet ihm von Basil: „Nirgendwo. Ich hab überhaupt noch nie gespielt. Dieser Springer, den ich gerade gegen Sie gezogen habe, war die erste Figur, die ich in meinem ganzen Leben berührt habe.“ Er nimmt die Figur, und lässt sie auf das leere Brett fallen. Es ist aber kein Springer, sondern ein weißer Bauer, da er mit dem schwarzen Springer den weißen Bauer geschlagen hatte.
Eine Neuverfilmung kam im Herbst 2021 in die Kinos.